# Billy Lynn's Long Halftime Walk
Billy Lynn's Llong Halftime Walk (2016) és una pel·lícula de drama sobre la guerra dirigida per Ang Lee i escrita per Jean-Christophe Castelli, es va basar en la novel·la Eponymous escrita per Ben Fountain al 2012. Les estrelles de la pel·lícula son en Joe Alwyn, Kristen Stewart, Garrett Hedlund, Vin Dièsel, Steve Martin, i Chris Tucker. El rodatge va començar l'Abril del 2015 a Geòrgia, una co-producció entre els Estats Units i el Regne Unit.
La pel·lícula es va estrenar al 54è Festival de cinema de Nova York el 14 d'Octubre de 2016, i va ser estrenada a Nord Amèrica l'11 de novembre de 2016, per TriStar Fotografies. Va tenir alts costos de producció associats amb ser la primera pel·lícula amb característiques com l'alta freqüència de fotogrames per segon (120), un millorat sistema 3D i la resolució 4K. Inicialment va gaudir d'elogis de crítics però finalment va recaptar 30.9 milions de dòlars a tot el món en comparació amb els 40 milions de dòlars que s'hi havien invertit.

## Trama
Billy Lynn, un noi de 19 anys Especialista de l'armada estatunidenca (ENS) i provinent de Texas, és captat per la càmera arrossegant a un lloc segur al Sargent Virgil "Shroom" Breem, ferit durant un intens tiroteig a l'Iraq el 23 d'Octubre de 2004. Aquest acte de valor fa guanyar a Lynn l'Estrella de Plata i ràpidament l'ascendeixen a ell i a la seva unitat, erròniament designada la "Unitat Bravo" pels mitjans de comunicació, convertint-los en celebritats. Retornen als EUA pel funeral del Shroom, llavors és enviat en una gira de publicitat que culmina a l'intermedi d'espectacle del partit a casa d'Acció de Gràcies dels Vaquers de Dallas el 25 de novembre.
Ara dirigits per Sgt. David Dime, els membres de la Unitat Bravo són conduïts en una limusina a l'estadi amb el Josh, representant dels Vaquers de Dallas, i el productor de pel·lícules Albert Brown, que vol assegurar un pacte per una pel·lícula de la Unitat. Un flashback revela que Billy es va unir a l'exèrcit després de destruir el cotxe del xicot de la seva germana més gran, la Kathryn, que la va deixar després de veure's involucrada en un accident de cotxe que va requerir múltiples procediments de reconstrucció facials. A l'estadi, la Unitat és benvinguda per aficionats ansiosos que expressen agraïment per les seves accions i cegament donen suport la Guerra d'Iraq. Durant una roda de premsa, el Billy se n'adona de que una animadora dels Vaquers, la Faison, el mira somrient. Inicien una conversa i comencen a flirtejar. El Billy li diu com se sent estrany en ser honorat pel pitjor dia de la seva vida.
Mentre el partit comença el Billy recorda el seu temps a l'Iraq, on Shroom li havia ofert un consell i idea filosòfica durant el seu temps d'inactivitat. Seguidament es revela que una vegada el partit acabi, la Unitat Bravo haurà de retornar al deure. El Billy rep una trucada de telèfon d'un psiquiatre amb qui havia parlat la Kathryn, proposant un pla per aconseguir lliurar-lo de tornar a l'Iraq, estalviant-li així més sofriment.
Durant l'espectacle de l'intermedi, amb l'actuació de Destiny's Child, la música alta i la pirotècnia traumatitzen a un, ja inestable, membre de la Unitat, el Crack, i reacciona violentament contra una guàrdia de seguretat. El Billy experimenta un flashback de la batalla que els va fer famosos. La Unitat va ser cridada per rescatar als soldats davant uns insurgents a una escola. Shroom és disparat i el Billy s'afanya per salvar-li la vida, disparant a un insurgent amb la seva arma. El Billy arrossega a Shroom a una trinxera, però un insurgent amenaça al Billy a boca de canó. El Billy el mata en defensa pròpia i queda traumatitzat. Al tornar a buscar ajuda el Shroom mor dessagnat. El flashback del Billy acaba quan membres de la tropa aconsegueixen cridar la seva atenció i assenyalen que l'espectacle de l'intermedi ha acabat fa uns quants minuts. El Billy s'havia quedat congelat a lloc tota l'estona. Mentre els diuen que marxin els soldats es diverteixen amb una lluita entre les animadores protagonitzada per la Faison. El Billy agafa el seu nom i número de telèfon, aprenent-se que el seu cognom és Zorn, que vol dir 'ràbia'.
El Billy i en Dime es troben amb el propietari dels Vaquers, Norm Oglesby, qui està considerant invertir en la pel·lícula de l'Albert sobre l'incident a l'Iraq. Tanmateix, en comptes del 100,000 dòlars que l'Albert esperava aconseguir per cada membre de la Unitat, Oglesby els ofereix només 5,500 dòlars. El Dime, enfadat, rebutja la oferta d'Oglesby. En privat, Oglesby diu al Billy que la història de la Unitat ja no és seva i pertany a la població dels EUA. El Billy rebutja la proposta d'Oglesby, unint-se al Dime. L'Albert promet al Billy que trobarà inversors una manera o un altre, i que la seva història mereix per ser explicada de "la manera correcta."
Mentre la Unitat marxa, són atacats pels guàrdies de seguretat, provocant un breu atac de trastorn d'estrès postraumàtic (PTSD) al Billy, el qual omple la seva ment amb imatges surrealistes de guerra i mort. L'altercat és aturat amb un dispar, i el Billy es troba amb la Faison breument abans de marxar. Diu que s'escaparia amb ella, encara que hagi de tornar al front. En un maldestre desgavell, ella reforça el seu deure de tornar, i ell accepta amb comprensió. Es fan un petó. La Kathryn arriba per recuperar Billy i efectuar la seva alta mèdica. Ell deixa clar que ha de tornar amb la seva Unitat, més pel seu sentit de pertinença que pel deure. Ella s'enfada, però després que el Billy li expliqui, comparteixen una abraçada mentre ploren.
El Billy torna a la limusina, però al·lucina i veu un Humvee. Entra, veu al Shroom i el seu icona familiar de la Ganesha i té una conversa filosòfica amb ell. El Billy diu al Shroom "t'estimo," llavors torna a la realitat de la Unitat Bravo i els seus membres a la limusina, responen amb un "t'estimo."

## Repartiment
- Joe Alwyn com a Billy Lynn
- Kristen Stewart com a Kathryn
- Chris Tucker com a Albert
- Garrett Hedlund com a Dime, membre de la Unitat Bravo (Sgt. personal)
- Makenzie Leigh com a Faison Zorn, animadora de Dallas
- Vin Dièsel com a Shroom, Unitat Bravo
- Steve Martin com a Norm Oglesby
- Brian "Astro" Bradley com a Lodis, Unitat Bravo
- Arturo Castro com a Mango, Unitat Bravo
- Ismael Cruz Córdova com a Holliday, Unitat Bravo
- Barney Harris com a Sykes, Unitat Bravo
- Beau Knapp com a Robert "Crack" Earl Koch, Unitat Bravo
- Mason Lee com a Foo, Unitat Bravo
- Ben Platt com a Josh, representant de l'equip dels Vaquers de Dallas
- Tim Blake Nelson com a Wayne
- Matthew Barnes com a Travis
- Deirdre Lovejoy com a la mare de Billy
- Bruce McKinnon com al pare de Billy
- Laura Wheale com a la germana de Billy